# منع الإبادة الجماعية

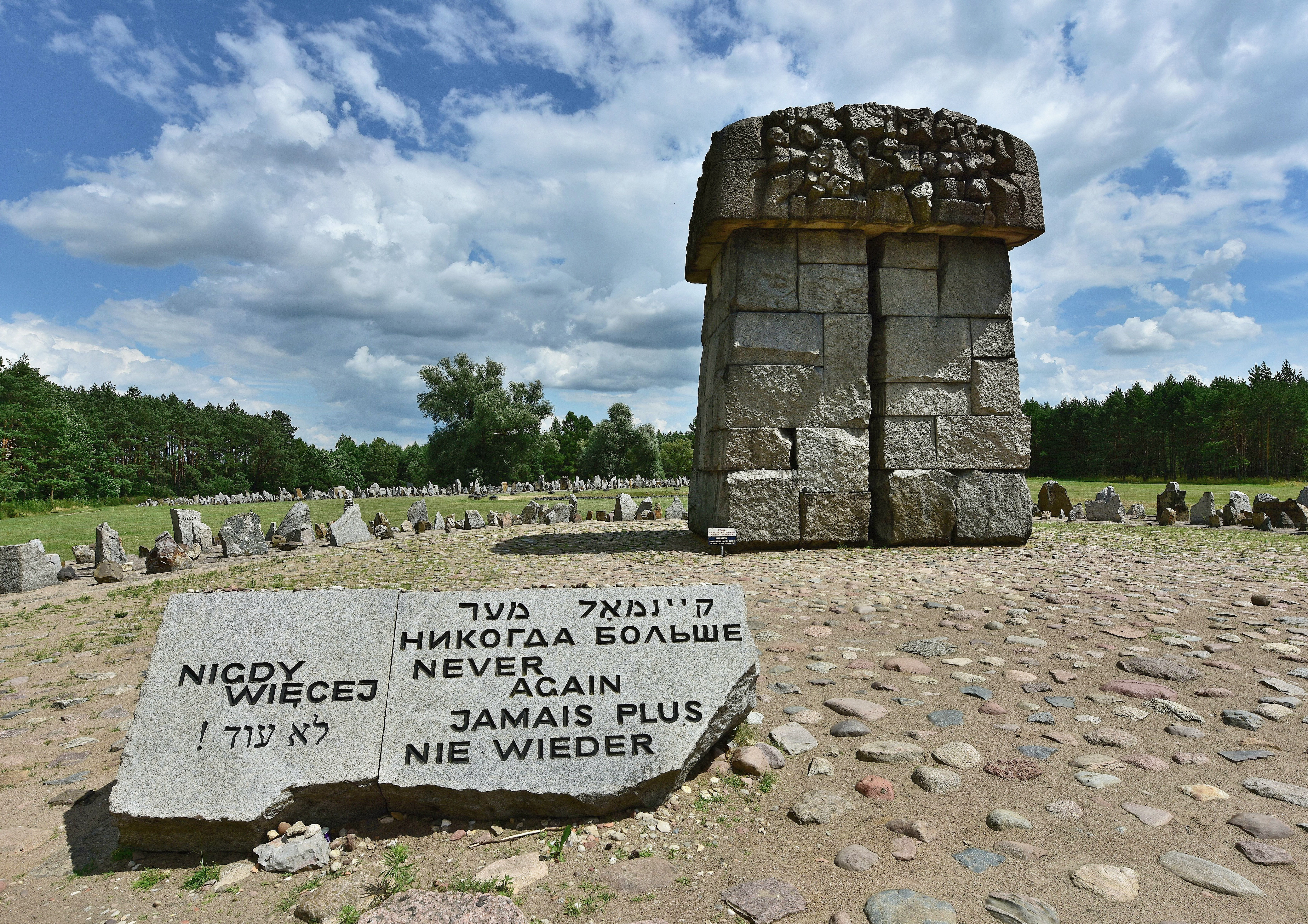

منع الإبادة الجماعية هو أي فعل من شأنه أن يعمل على تجنب الإبادة الجماعية في المستقبل. تتطلب الإبادة الجماعية الكثير من التخطيط والموارد والأطراف المعنية للقيام بها، فهي لا تحدث على الفور. وحدد الباحثون في ميدان دراسات الإبادة الجماعية مجموعة من عوامل الخطر المتفق عليها على نطاق واسع، التي تجعل البلد أو المجموعة الاجتماعية أكثر عرضة لخطر الإبادة الجماعية، وتشمل مجموعة واسعة من العوامل السياسية والثقافية التي تخلق سياقًا تكون فيه الإبادة الجماعية محتملة، مثل الاضطرابات السياسية أو تغيير النظام، وكذلك الظواهر النفسية التي يمكن التلاعب بها والاستفادة منها بين مجموعات كبيرة من الناس، مثل التوافق والتنافر الفكري. يعتمد منع الإبادة الجماعية كثيرًا على معرفة ومراقبة عوامل الخطر هذه، فضلًا عن تحديد علامات الإنذار المبكر بحدوث الإبادة الجماعية.
إن أحد الأهداف الرئيسية للأمم المتحدة في إقرار اتفاقية الإبادة الجماعية بعد الحرب العالمية الثانية وفظائع المحرقة هو منع حدوث الإبادة الجماعية في المستقبل. توفر اتفاقية الإبادة الجماعية والمسؤولية عن الحماية الأساس لمسؤولية كل دولة من الدول الأعضاء في الأمم المتحدة عن منع الإبادة الجماعية بفعالية والعمل على وقفها في دول أخرى عندما تحدث. لكن الأمم المتحدة تعرضت لانتقادات شديدة لفشلها في منع الإبادة الجماعية، لا سيما في النصف الأخير من القرن العشرين.

## الأساس النفسي للإبادة الجماعية
إن الإبادة الجماعية ليست بالأمر الذي يشترك فيه القتلة المدربون الساديون فقط، لكنها بالأحرى شيء يمكن الناس العاديين القيام به مع «التدريب» المناسب، بإعادة الهيكلة المعرفية والتكيف الاجتماعي. لذلك، فإن أحد الألغاز الرئيسية في دراسة كل من حدوث الإبادة الجماعية والوقاية منها هو فهم ما يجعل هذه العمليات الإدراكية «الطبيعية»، على المستويين الفردي والجماعي، عُرضة للتلاعب من جهات خارجية، وأي الظروف الاجتماعية والسياسية توفر أرضية خصبة لهذا التلاعب بالعنف.
يؤدي المفهوم النفسي للتنافر الإدراكي على المستوى الفردي دورًا كبيرًا في تحول الشخص من مواطن سلمي إلى قاتل الإبادة الجماعية العنيف. تحديدًا، في دراسته عام 1996 حول العوامل النفسية والاجتماعية التي ساهمت في الإبادة الجماعية في كمبوديا، صاغ ألكسندر هنتون، مصطلح «التنافر النفسي الاجتماعي» ليضيف إلى هذا المفهوم النفسي المعروف مفاهيم أنثروبولوجية أخرى مثل النماذج الثقافية ومفهوم الذات. وتنشأ هذه الأشكال من التنافر الإدراكي والنفسي الاجتماعي، عندما يواجه الشخص توقعات سلوكية تتعارض مع هويته أو مفهومه عن الذات، من ثم يعمل دون وعي لحل تلك التناقضات. ويزعم هنتون وجود عدد من «التحركات» الإدراكية التي لا بد أن تحدث حتى يتمكن الشخص من الحد من التنافر النفسي الاجتماعي الذي كان يشعر به في بداية الإبادة الجماعية، هذه التحركات تعمل ببطء على تحويل الناس إلى «أنفس الإبادة الجماعية». وتشمل هذه التحركات الإدراكية تجريد الضحايا من الصفة الإنسانية، وتوظيف العبارات الملطفة لإخفاء أعمال العنف، والخاضعة لإعادة الهيكلة الأخلاقية، والتأقلم مع عملية القتل، أو إنكار المسؤولية عن أعمال العنف.
الخطوة الأولى، التجريد من الإنسانية، هي واحدة من أكبر «الخطوات»، لأنها كانت أساسية لكل إبادة جماعية. في المحرقة، والإبادة الجماعية في كمبوديا، والإبادة الجماعية في رواندا، أمثلةً بارزة خصوصًا، وُصِف الضحايا بأنهم حشرات أو صراصير أو جرذان أو ثعابين، لفصلهم تمامًا عن فئة الإنسان، في عملية التجريد من الإنسانية.

### العوامل النفسية الاجتماعية
إضافةً إلى «التحركات» الإدراكية على المستوى الفردي، فهناك أيضًا العديد من العوامل النفسية الاجتماعية التي تؤثر في تحول مجموعة «عادية» إلى قتلة. أولًا، يوضح مفهوم الإدراك الاجتماعي الطرق التي يفكر بها الناس في أنفسهم ومن حولهم. يُقسّم الإدراك الاجتماعي للناس إلى التفكير في الآخرين بوصفهم ينتمون إلى مجموعات داخلية وخارجية، التي تُحدَّد بواسطة الهوية الجماعية والروابط الاجتماعية. فكل شخص لديه تحيز لمجموعته الخاصة، ما يُسمى التحيز داخل المجموعة، لكن هذا التحيز يؤدي إلى عواقب سلبية عندما يحمل الناس في نفس الوقت وجهات نظر إيجابية للغاية لأنفسهم ولمجموعتهم، فضلًا عن وجهات نظر سلبية للغاية لمن خارج المجموعة.
يشكل النفوذ الاجتماعي والعلاقات الاجتماعية أيضًا عوامل معرضة للتلاعب. فالعديد من الثقافات تشجع بقوة الالتزام والتقيد بالطاعة في العلاقات الاجتماعية، وقد تفرض «عقوبات» اجتماعية صارمة على من لا يتقيدون بالمعايير، حتى يشعر أفراد المجموعة بضغوط شديدة لممارسة العنف إذا وُجد أعضاء آخرون يشاركون أيضًا في هذا العنف. وتبين البحوث أيضًا أن هذا الضغط من أجل التوافق، المعروف أيضًا باسم «تأثير التوافق»، يزداد مع وجود شخص ذي نفوذ في المجموعة، وعندما تزيد بعض السياقات الاجتماعية والمؤسسية من ميل الناس إلى الالتزام، مثل فقدان الاستقرار، إذ يميل الناس إلى التكيف مع ما هو متوقع منهم عندما يختفي الاستقرار. وعلى نحو مماثل، قد تدفع الميول الأخرى للعلاقات الاجتماعية البشرية الناس نحو العنف، مثل التحيز والإيثار والعدوان. ومن المهم خصوصًا فهم الصلة بين التحيز والعنف، لأن التحيز غالبًا ما يكون من أولى نقاط الانطلاق في تشكيل السلوك القائم على الإبادة الجماعية. وتساعد نظرية كبش الفداء -أو ممارسة كبش الفداء- على تفسير العلاقة، لأنها تفترض أن الناس يميلون إلى توجيه هجمة إلى الجماعات الخارجية عندما يشعرون بالإحباط، مثلًا في أوقات الأزمات السياسية أو الاقتصادية.

## عوامل الخطر المرتبطة بالإبادة الجماعية
توجد مجموعة متنوعة من العوامل السياسية والثقافية التي تجعل الدول أكثر عُرضة لخطر التحرك على مسار العنف الجماعي، وقد يكون فهم هذه العوامل والاعتراف بها عاملًا حاسمًا في جهود منع الإبادة الجماعية. وفي حين تجد الدراسات في هذا المجال درجات متفاوتة من الخطر لكل عامل بعينه، يوجد توافق واسع النطاق في الآراء بشأن أنواع البيئات التي تشكل أكبر خطر لحدوث الإبادة الجماعية. أولًا، توجد عوامل ظرفية معينة مثل الأزمات المزعزعة للاستقرار والاضطرابات السياسية التي تجعل البلدان أكثر عُرضة لخطر الإبادة الجماعية. وتشمل أشكال الاضطرابات السياسية الحروب الأهلية، والاغتيالات، والثورات، والانقلابات، والهزيمة في الحرب الدولية، والثورات العقائدية، أو أي شكل من أشكال الاضطرابات التي تؤدي إلى تغيير النظام غير التقليدي أو إلى وصول جماعات ذات إيديولوجيات متطرفة إلى السلطة. حدثت جميع عمليات الإبادة الجماعية على مدار نصف القرن الماضي في أثناء أو في أعقاب أحد هذه الأنواع من الاضطرابات السياسية. أيضًا فإن احتمالات ارتكاب أعمال الإبادة الجماعية تتزايد حين تحدث أشكال متعددة من الأزمات، أو الاضطرابات، أو زعزعة الاستقرار في نفس الوقت، أو حين تظل التأثيرات المترتبة على أزمات الماضي دون حل.
تشكل الاضطرابات السياسية خطورة خاصة عندما يتمكن زعيم قمعي من الوصول إلى السلطة. يمكن للقادة الاستبداديين دفع مجتمعات بأكملها إلى «ثقافات متجانسة» معرضة لخطر الإبادة الجماعية من خلال تحفيز الطاعة القوية للدولة، وعدم التسامح مع التنوع، وخلق بيئة تسهل التفكير الجماعي والتوافق. غالبًا ما يكون لدى أخطر القادة الاستبداديين آراء متطرفة حول مجتمع جديد «مطهَّر» من مجموعات غير مرغوب فيها أو مهددة من الناس، وهم يروّجون لهذه الأيديولوجيات بوصفها أخلاقية ومن أجل «المصلحة العامة» للأمة، إذ يصنفون مجموعات مهددة معينة بوصفها حواجز للنجاح الوطني. ثم تقاسم العديد من هؤلاء الزعماء في عمليات الإبادة الجماعية السابقة، مثل أدولف هتلر، وبول بوت، وسلوبودان ميلوسيفيتش، سمات شخصية متماثلة، بوصفهم أفرادًا أذكياء يتمتعون بالكاريزما والثقة بالنفس ولديهم رغبة شرسة في السلطة.
إضافةً إلى العوامل السياسية الظرفية مثل الاضطرابات والقادة الاستبداديين والهياكل الحكومية غير المستقرة، تساهم بعض العوامل الثقافية أيضًا في احتمال أن ترتكب الدولة إبادة جماعية. لذا فإن الثقافات التي تروج لاستخدام العدوان مهارةً معيارية لحل المشكلات، والثقافات التي تمجد العنف بواسطة أمور مثل الاستعراضات العسكرية مثلًا، لديها خطر أعظم يتمثل في ارتكاب أعمال عنف جماعي. وبالمثل، فإن المجتمعات التي تتمتع بتاريخ قوي من الإيديولوجيات المتفرقة، متضمنةً التطبيع الطويل الأمد للتوجه ضد الغرباء، والافتقار إلى قبول التنوع الثقافي، واستبعاد فئات معينة من المجتمع، أصبحت أيضًا عُرضة لقدر أعظم من المخاطر. تحديدًا، وجد نموذج باربرا هارف عام 2003 حول سوابق الإبادة الجماعية أن البلدان التي لديها أيديولوجية النخبة، التي تمتلك فيها النخبة الحاكمة رؤية إقصائية للمجتمع، أكثر عرضة بـ 2.5 ضعف لارتكاب الإبادة الجماعية في أعقاب فشل الدولة، والإبادة الجماعية أكثر احتمالًا بأكثر من الضعف في الدول التي تشكل فيها النخبة السياسية أقلية عرقية.